# 마누스판

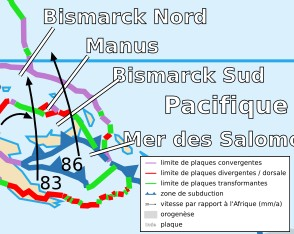
마누스판("Manus", 프랑스어)

마누스판은 뉴기니섬 북동쪽 바다에 위치한 매우 작은 판이다. 북비스마르크판과 남비스마르크판의 사이에 있다.

## 참고 문헌
50. Bird, P. (2003) An updated digital model of plate boundaries, Geochemistry Geophysics Geosystems, 4(3), 1027, doi:10.1029/2001GC000252. 